# 기장 고불사 목조여래좌상
기장 고불사 목조여래좌상(機張 古佛寺 木造如來坐像)은 부산광역시 기장군 철마면, 고불사에 있는 불상이다. 2016년 3월 16일 부산광역시의 유형문화재 제169호로 지정되었다.

## 개요
고불사의 목조여래좌상은 높이 52.8cm의 소형상으로 몸을 약간 앞으로 숙이고, 결가부좌의 자세에 손은 다리 위에 살짝 들어 엄지와 중지를 맞댄 아미타인(阿彌陀印)을 하고 있다. 가늘어 보이는 상반신에 비해 다리의 좌우와 전후의 폭이 넓어 안정감이 있으며, 보존 상태는 대체로 양호한 편이다.
이 불상은 방형(方形)의 얼굴은 양 볼이 볼록하게 양감이 있으며, 가늘게 뜬 작은 눈에 두툼한 눈꺼풀, 얇은 입술, 그리고 삼각형으로 오뚝하면서 큼직한 코가 특징적이다. 전체적으로 차분하고 온화한 인상이며, 비록 소형이지만 단정하고 간결함과 부드러움이 돋보이는 작품이다.
특히 양감 있는 얼굴에 작은 눈과 큼직한 코 등의 표현이 주는 인상, 가는 신체에 비해 넓은 하반신의 신체 비례, 편단우견의 대의 착의법과 다리 앞의 넓은 옷주름 등의 표현이 17세기 후반 조각승 인균파의 한 사람인 삼인(三忍)의 불상 특징과 유사한데, 인균파의 작품은 경상도 지역에서는 보기 드물며, 이와 관련된 조각승도 많지 않아 조선 후기 불상양식 특징은 물론 조각승의 유파 연구에 좋은 자료가 되는 작품이다.

## 참고 자료
- 고불사 목조여래좌상 - 국가유산청 국가유산포털